# Bernardo de Vera y Pintado
Bernardo de Vera y Pintado (Santa Fe, Argentine, 1780 - Santiago du Chili, 27 août 1827) est un avocat et homme politique argentin et chilien, fils de José de Vera Mujica et de María Antonia López Almonacid Pintado.